# Киниска
Киниска (др.-греч. Κυνίσκα) — спартанская царевна, первая женщина, победившая на Олимпийских играх.
Дочь царя Архидама II, сестра Агиса II и Агесилая II.
По словам Павсания, Киниска «с величайшей страстью предавалась олимпийским состязаниям и первая из женщин содержала с этой целью лошадей». Её упряжки победили на Играх в 396 и 392 годах до н. э. в гонках колесниц-квадриг. Хотя женщины не допускались на состязания даже в качестве зрителей, формально победителями заездов были не возницы, а владельцы упряжек, поэтому данный вид соревнований был единственным, в котором могли участвовать и побеждать и женщины.
Современник событий Ксенофонт писал, что царь Агесилай убедил сестру завести скаковых лошадей, дабы посрамить гордость мужчин, похвалявшихся победами в этом виде спорта, и когда её упряжка выиграла, «ясно всем показал, что разведение подобных коней свидетельствует только о богатстве, а вовсе не о мужской доблести».
В Олимпии была установлена бронзовая колесница с конями и возницей и статуя самой Киниски работы мегарского скульптора Апеллея. При раскопках была обнаружена база с повреждённой посвятительной надписью Архивная копия от 10 июня 2015 на Wayback Machine, которую датируют 390—380 до н. э.:
Павсаний пишет, что кроме этой эпиграммы неизвестного автора и эпиграммы Симонида, посвящённой Павсанию, никто из поэтов не посвящал стихов спартанским царям. После Киниски ещё несколько женщин, в основном из Спарты, добивались победы на Играх, но ни одна не достигла такой славы, как она.
Киниска изображена на монетах Того, выпущенных в честь летних Олимпийских игр 2004 года в Афинах.